# RBK-500
RBK-500 (en russe : РБК-500 « Разовая Бомбовая Кассета », Razovaya Bombovaya Kasset signifiant « Cassette de bombes jetable ») est une famille de bombes à sous-munitions aériennes d'origine soviétique puis russe de 500 kg,. De nombreuses variantes existent pour ces bombes qui ont été conçues pour détruire différents types de cibles.

## Développement
Le developpement des RBK a été fait en plusieurs phases. La première est très vieille, car elles ont été développées initialement juste après la Seconde Guerre mondiale et sont entrées en service en 1951 sous la désignation RBK-500. Elle était remplie de bombes d'aviation à fragmentation AO-1 pesant 1 kg et de 50 mm de diamètre ou de bombes d'aviation antichars PTAB de 944 g d'un diamètre de 42 mm.
La deuxième phase s'est déroulée pendant les années 80 et le début des années 90. C'est pendant cette période que de nombreux types de bombes et de sous-munitions ont vu le jour. Les bombes développées à cette époque sont encore utilisées en 2024.
- RBK-500U : Version la plus répandue des RBK, elle peut emporter différents types de sous-munitions[4]:
  - 126 x AO-2.5RT antipersonnel
  - 126 x OAB-2.5RT à fragmentations de 2,5 kg
  - 352 x PTAB-1M antichars hautement explosives[5]
  - BetAB-M, pénétration de béton de 25 kg[6]
  - 10 x OFAB 50UD pénétration de béton/hautement explosif de 50 kg[7]
- RBK-500 ZAB-2.5SM : Version incendiaire, transporte 117 sous-munitions incendiaires ZAB-2.5SM[8],[9].
- RBK-500-225 PTAB-2.5 : Version antichar, transporte 50 sous-munitions antichars hautement explosives PTAB-2.5[10].
- RBK-500 ShOAB-0.5 : Version à fragmentations hautement explosives, transporte 565 ShOAB-0.5 qui contiennent chacune 304 billes en acier[11],[12].
- RBK-500 SPBE : Elle transporte 15 sous-munitions antichars « Motiv-3 » SPBE-D développées par NPO Bazalt avec un système de guidage infrarouge à double mode[13]. Elle est entrée en service dans l'armée de l'Air soviétique en 1987[14],[15].

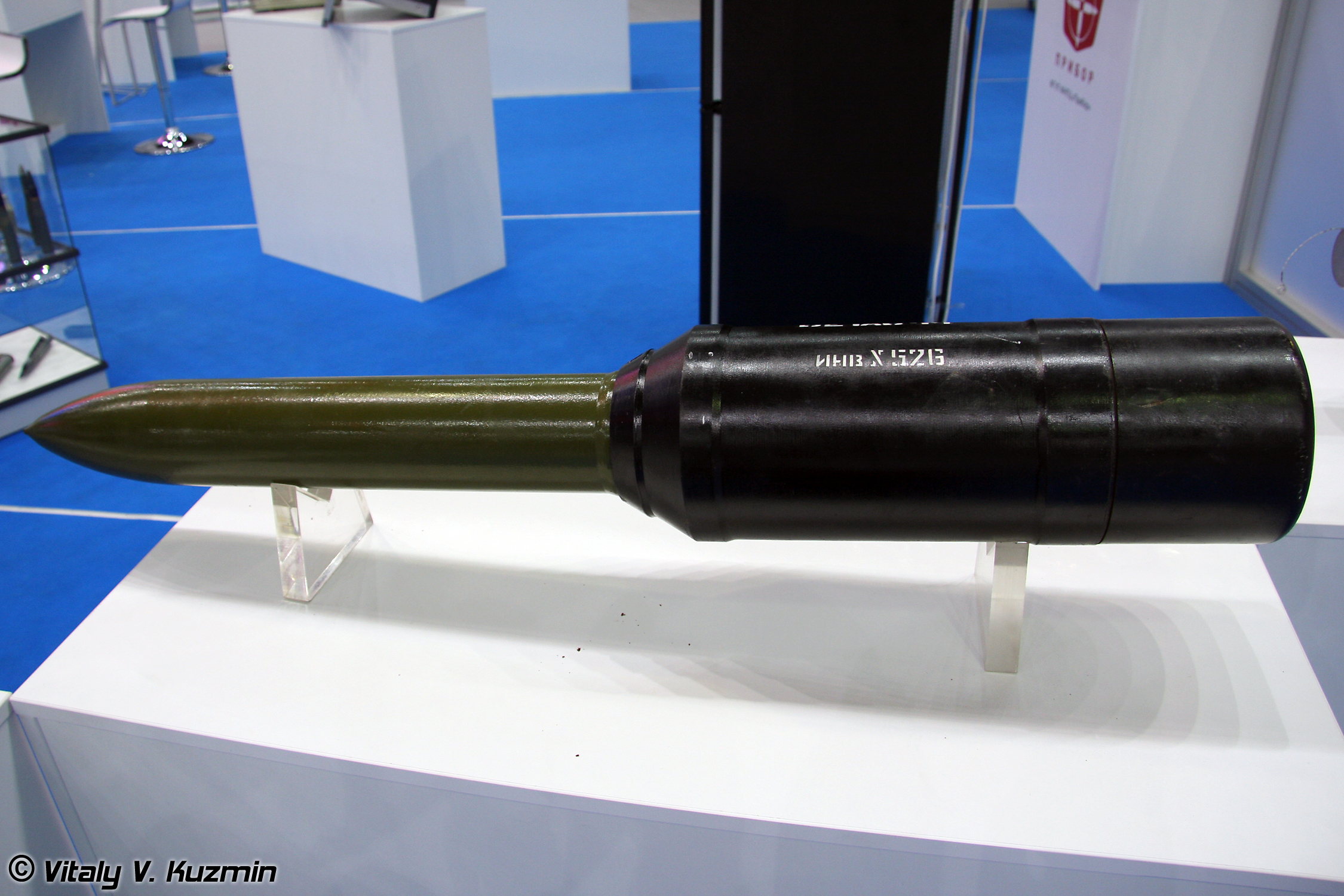
BETAB-M
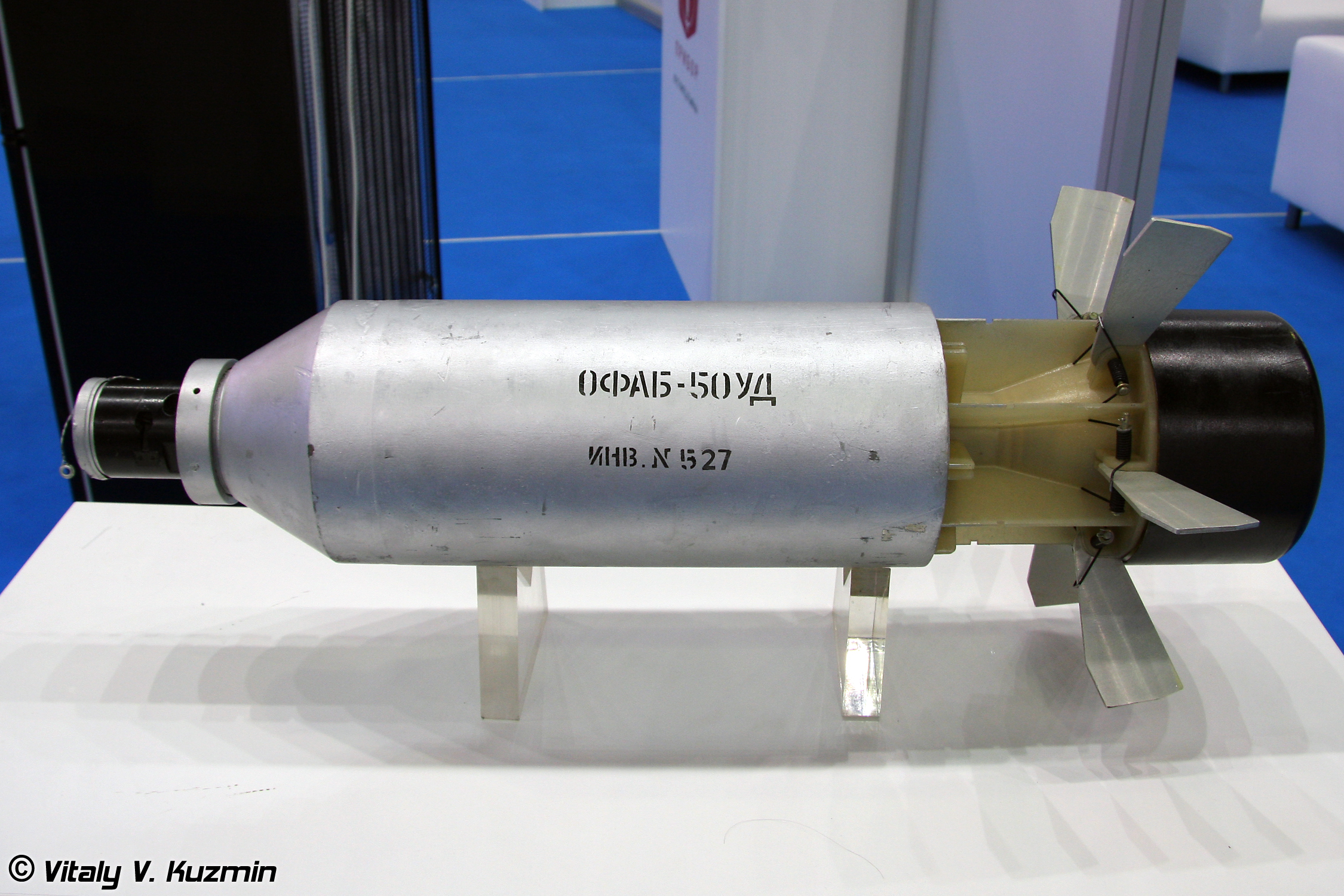
OFAB-50UD
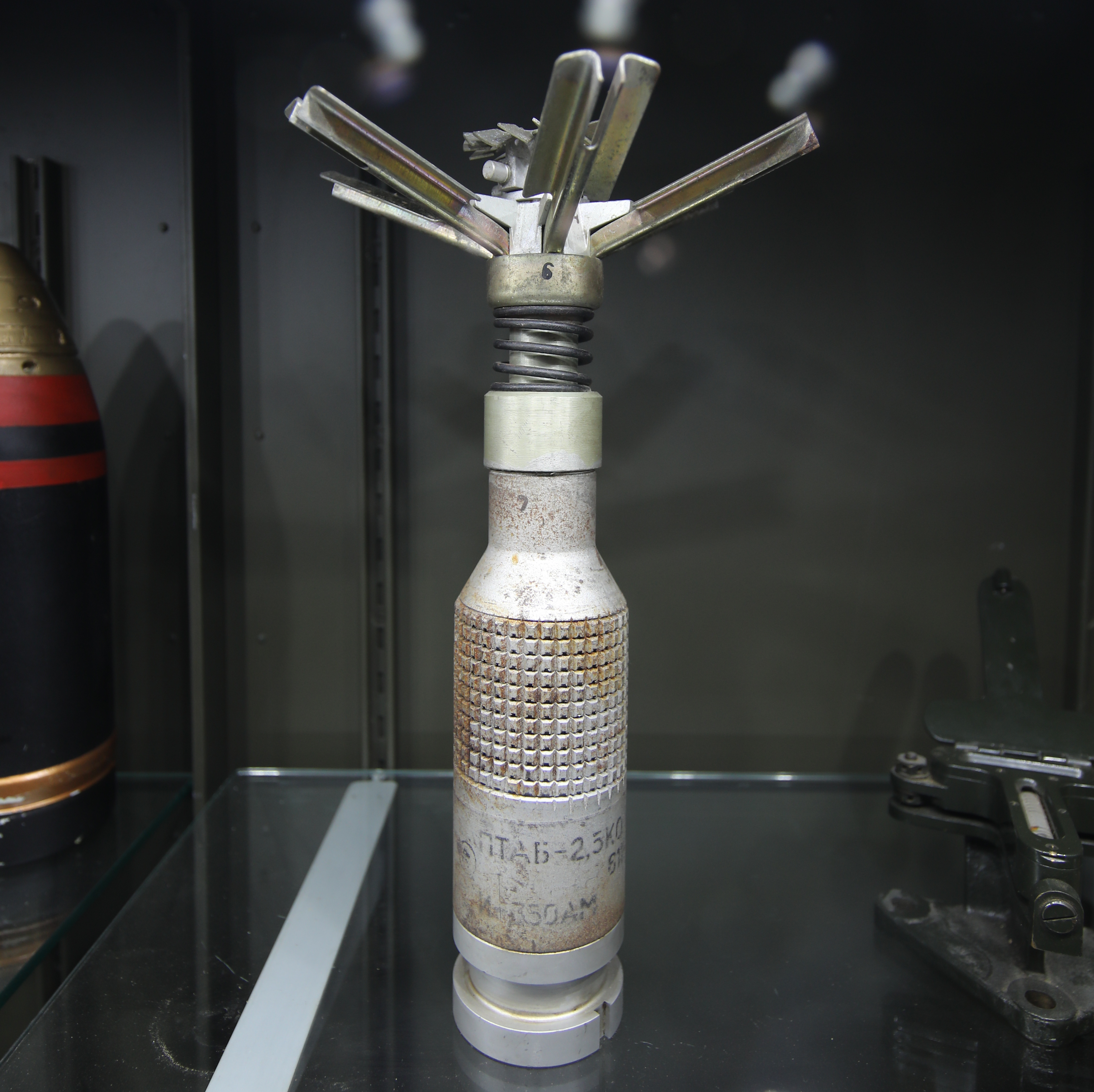
PTAB-2.5
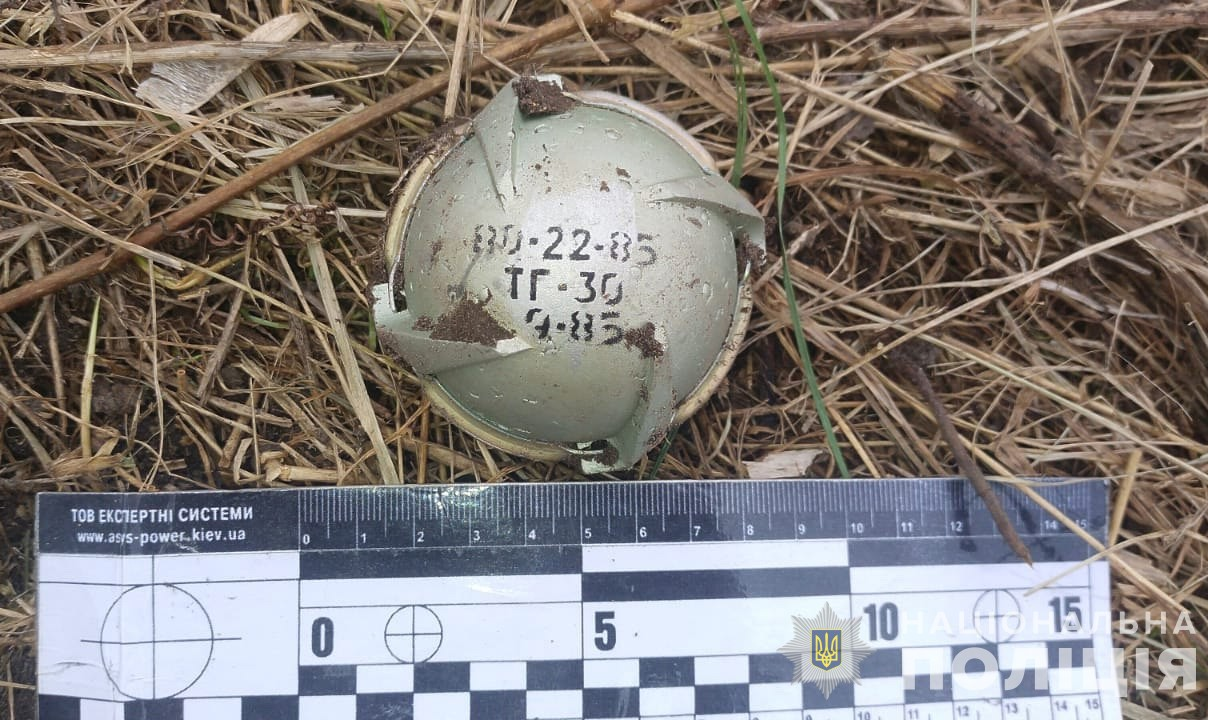
ShOAB-0.5
- PTAB-1M

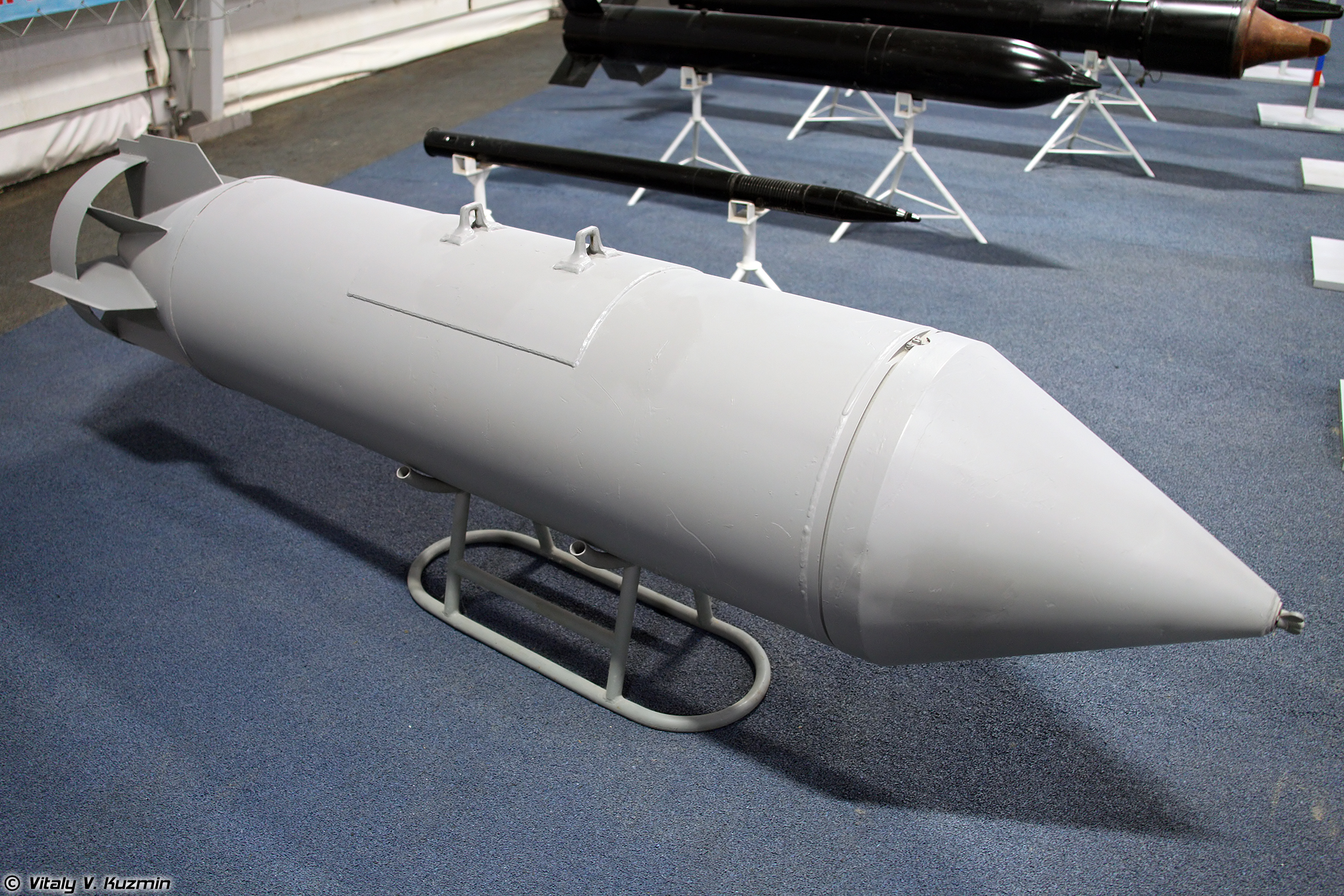
RBK-500 AO-2.5RT
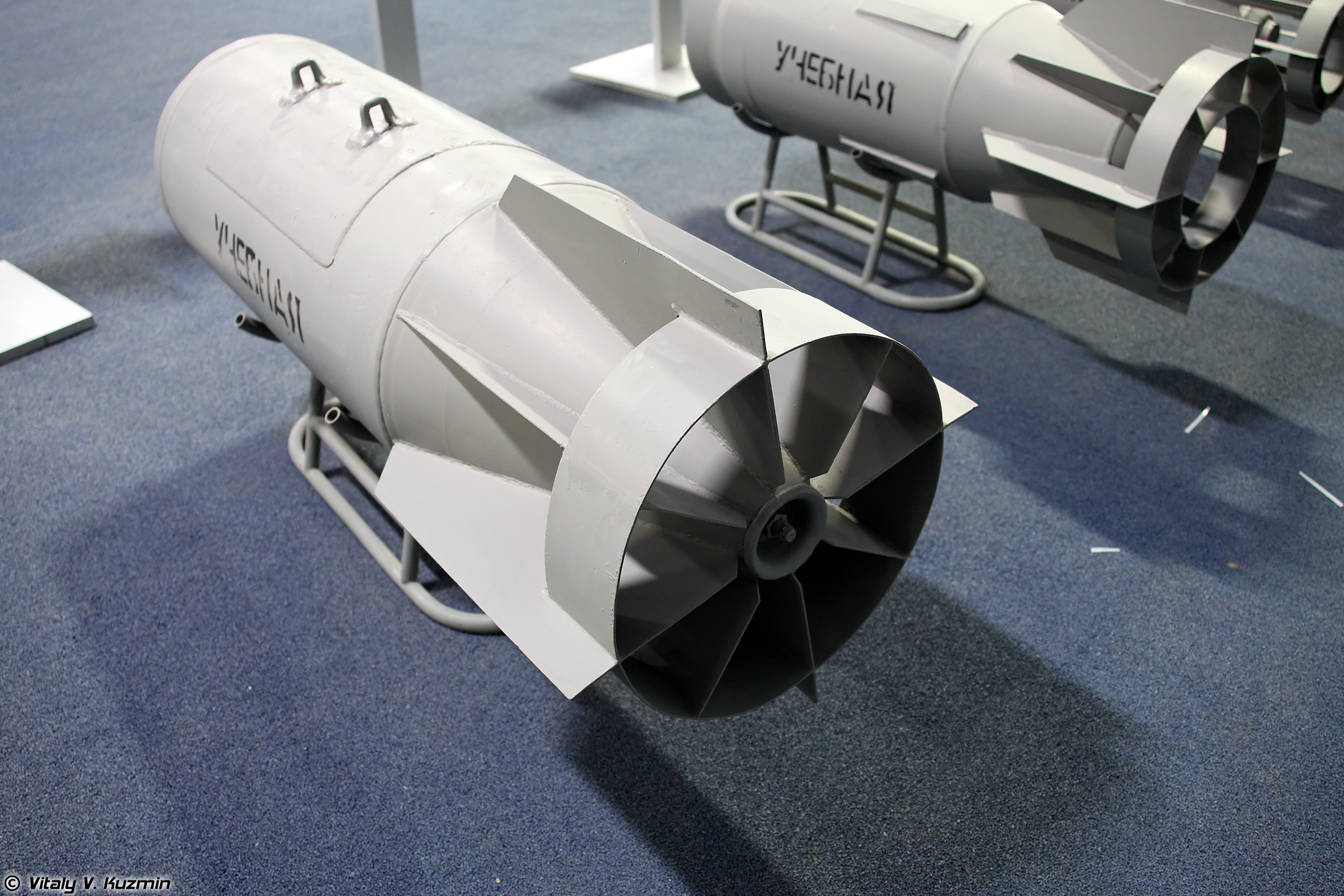
RBK-500 ShOAB-0.5
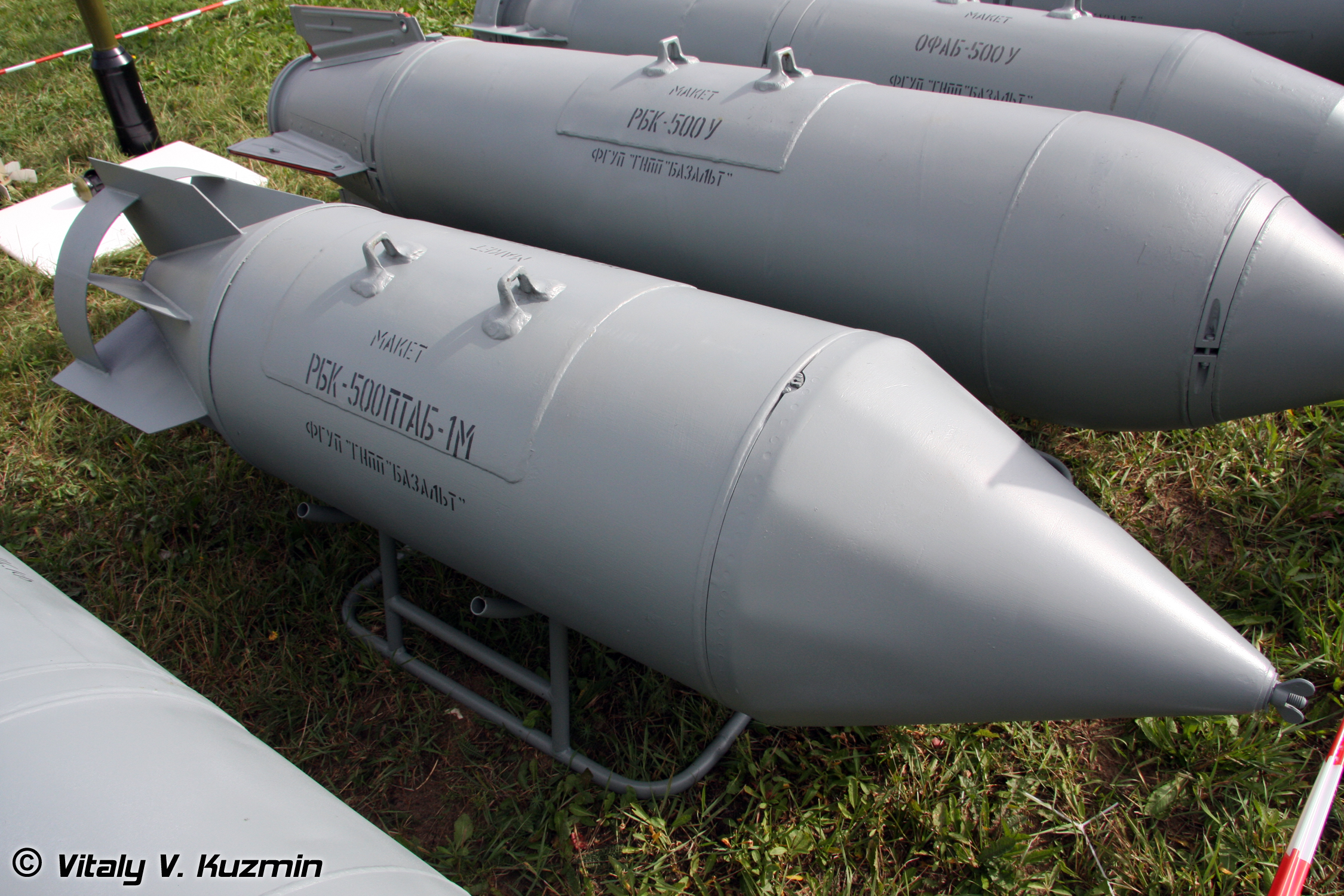
RBK-500PTAB-1M
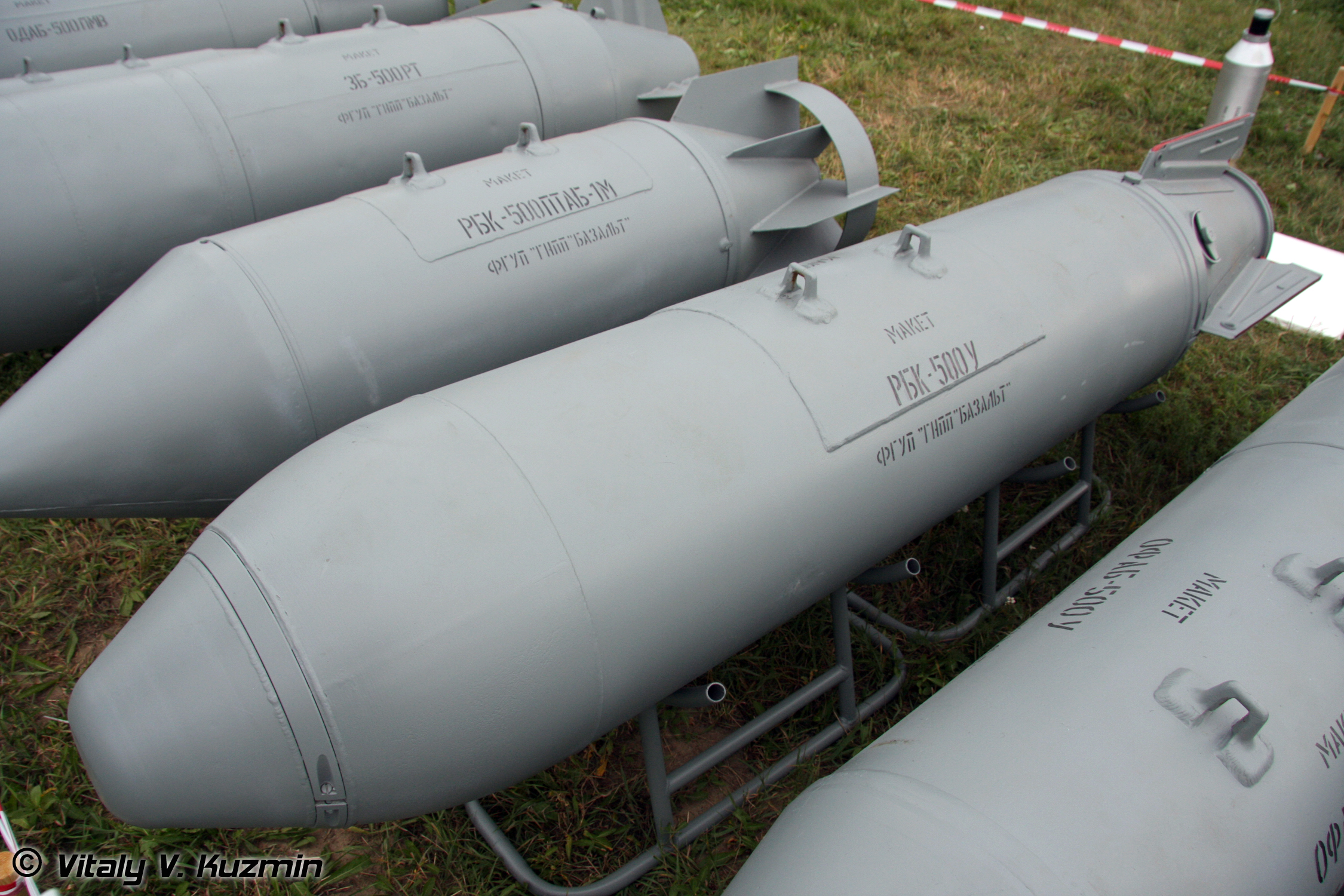
RBK-500U

## Utilisation
En novembre 2023, pendant la guerre russo-ukrainienne, les forces russes auraient commencé à déployer des RBK-500 équipées de prêts-à-monter pour bombes planantes UMPK contre les forces ukrainiennes dans l'oblast de Donetsk, près de Staromaiorske. C'était la première fois que des RBK-500 équipées d'UMPK étaient vues en train d'être utilisées dans une vidéo accessible au public.